# Râul Corbu, Boia Mică
Râul Corbu este un afluent al râului Boia Mică. 